# Cá lù đù trắng
Cá lù đù trắng (danh pháp hai phần: Atractoscion nobilis) là một loài cá thuộc họ Cá lù đù, hiện diện từ vịnh Magdalena, Baja California, đến Juneau, Alaska. Chúng thường bơi thành bầy trên các đáy đá nước sâu (0–122 m) và bơi ra bơi vào đáy tảo bẹ.

## Hình ảnh

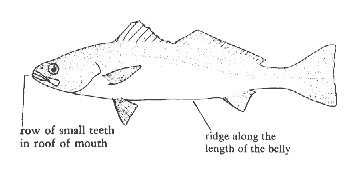
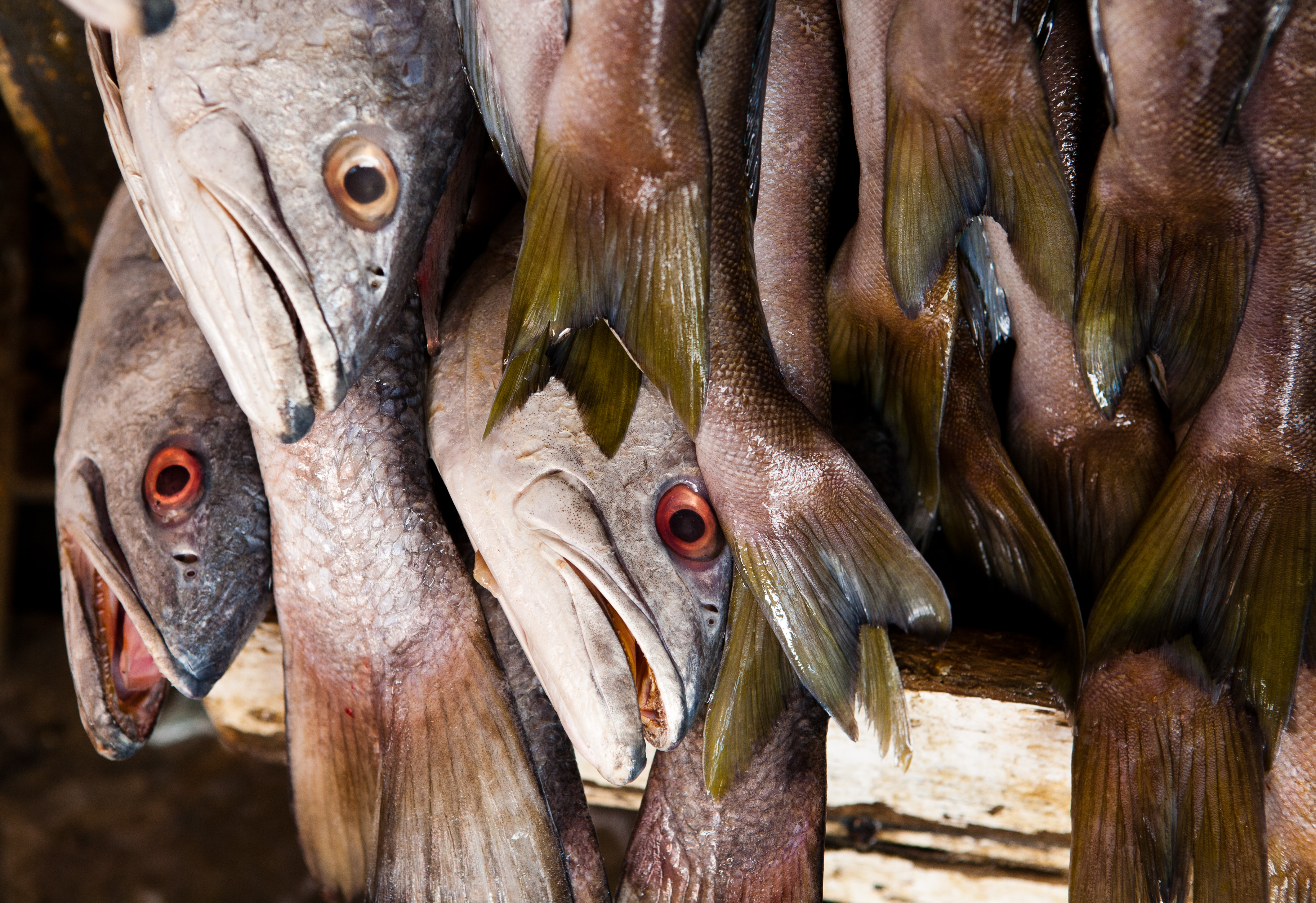
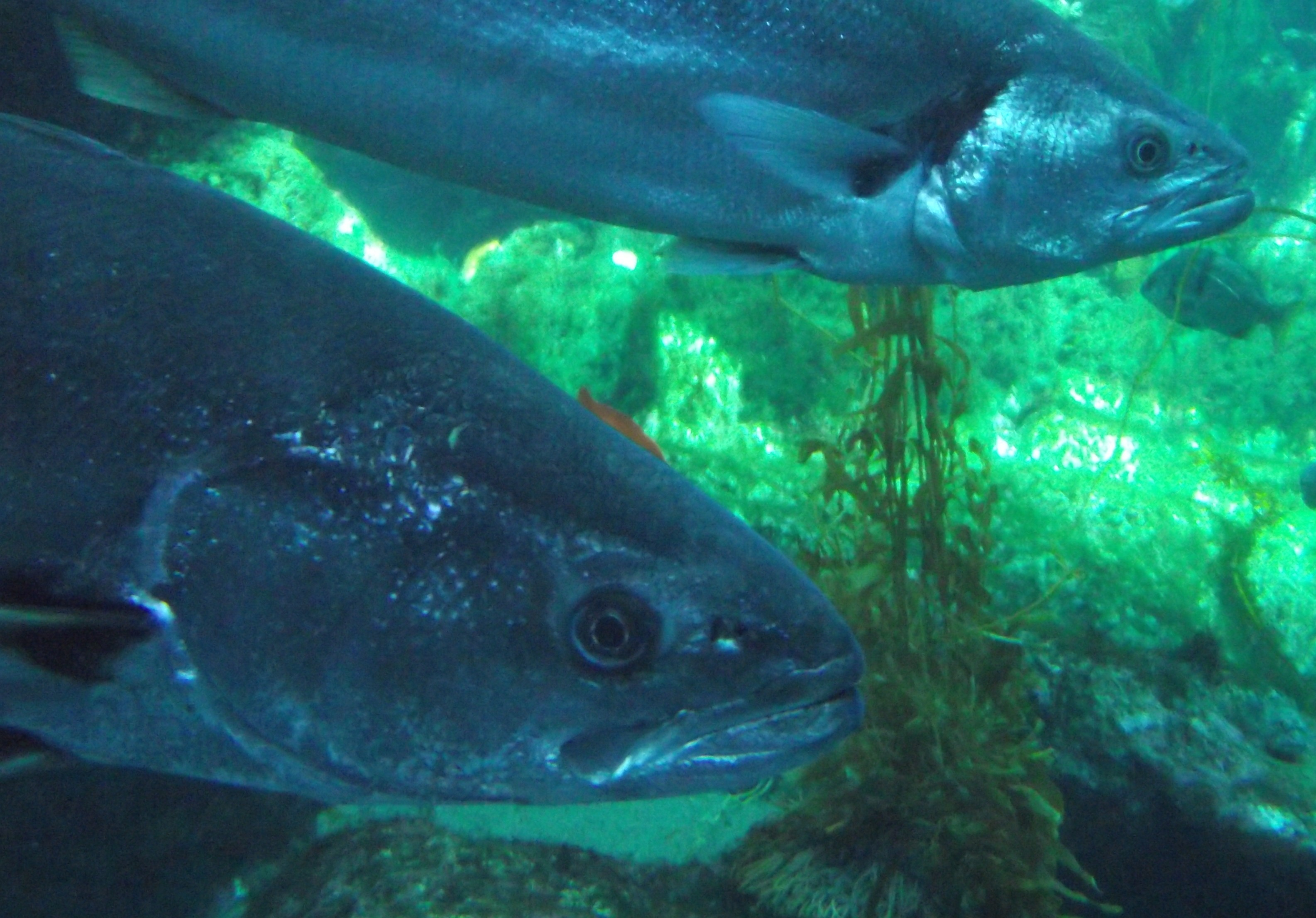
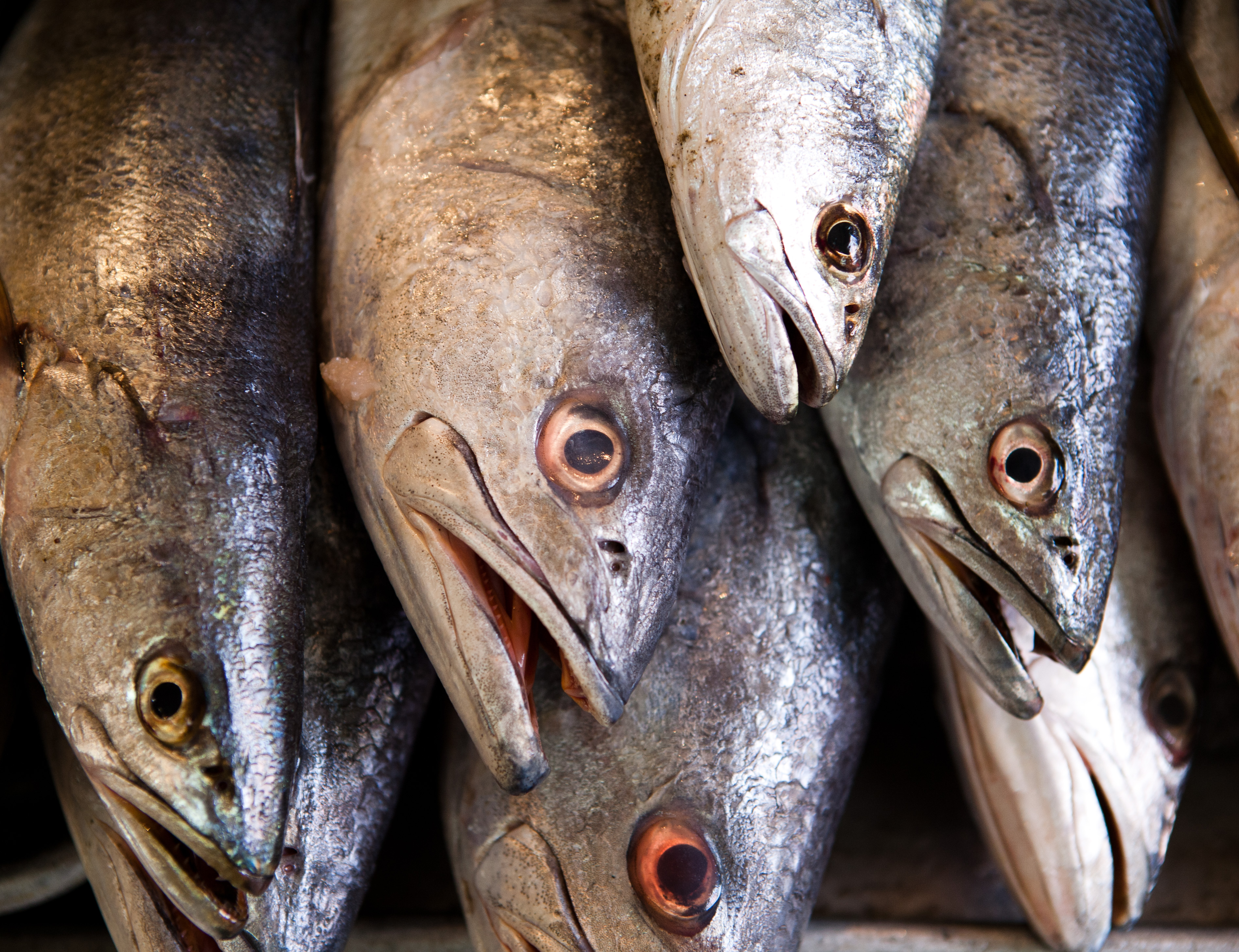